# Batería de aluminio-aire
Una batería de aluminio-aire o batería de Al-aire produce electricidad a partir de la reacción del oxígeno del aire con aluminio.  Tiene una de las densidades de energía más altas de todas las pilas, pero no se utilizan aún ampliamente, debido a problemas con el alto costo del ánodo y a la remoción del subproducto al utilizar electrolitos tradicionales, lo que ha restringido su uso a aplicaciones, principalmente militares. Sin embargo, un vehículo eléctrico con baterías de aluminio tiene el potencial para un máximo de ocho veces la autonomía de una batería de iones de litio, con un peso total significativamente menor.
Las baterías de aluminio-aire son células primarias, es decir, no recargables.  Una vez que el ánodo de aluminio se consume, por su reacción con el oxígeno atmosférico en un cátodo sumergido en un electrolito a base de agua para formar óxido de aluminio hidratado, la batería dejará de producir electricidad.  Sin embargo, es posible recargar la batería mecánicamente con nuevos ánodos de aluminio hechos de reciclar el óxido de aluminio hidratado.  Este reciclado sería esencial si las baterías de aluminio-aire llegasen a ser ampliamente adoptadas. 
Los vehículos impulsados por aluminio han sido objeto de debate desde hace algunas décadas.La hibridación reduce los costos y en 1989 se registraron pruebas de carretera de una batería híbrida aluminio-aire/plomo-ácido en un vehículo eléctrico. Un monovolumen híbrido enchufable, impulsado por una de estas baterías, se demostró en Ontario en 1990.
En marzo de 2013, Phinergy dio a conocer un video de demostración de un coche eléctrico que utilizaba células de aluminio de aire y que se movió durante 330 kilómetros usando un cátodo especial e hidróxido de potasio. El 27 de mayo de 2013, el Canal 10 de Israel en su emisión de noticias de la noche, mostró un coche de conducción con baterías de  Phinergy en la espalda, siendo "alimentado" con agua potable "pura", reclamando que tenía una operatividad de 2.000 kilómetros para una batería antes de que fuera necesaria la sustitución de los ánodos de aluminio. 

## Electroquímica
La semirreacción de oxidación del ánodo es Al + 3OH−
 → Al(OH)
3 + 3e− −2.31 V.
La semirreacción de reducción del cátodo es O
2 + 2H
2O + 4e− → 4OH−
 +0.40 V.
La reacción total es 4Al + 3O
2 + 6H
2O → 4Al(OH)
3 + 2.71 V.
Se crea cerca de 1,2 voltios de diferencia de potencial por estas reacciones, y es alcanzable en la práctica cuando se utiliza el hidróxido de potasio como electrolito.  El electrolito de agua salada alcanza aproximadamente 0,7 voltios por celda.